# Franklin (Kentucky)
Franklin – miasto w Stanach Zjednoczonych, w południowej części stanu Kentucky, siedziba administracyjna hrabstwa Simpson. Według danych z 2000 roku miasto miało 8189 mieszkańców.

## Klimat
Miasto leży w strefie klimatu subtropikalnego, umiarkowanego, łagodnego bez pory suchej i z gorącym latem, należącego według klasyfikacji Köppena do strefy Cfa. Średnia temperatura roczna wynosi 15,1 °C, a opady 1214,1 mm. Średnia temperatura najcieplejszego miesiąca - lipca wynosi 26,2 °C, natomiast najzimniejszego stycznia 3,9 °C. Najniższa zanotowana temperatura wyniosła -25,6 °C, a najwyższa 43,9 °C. Miesiącem o najwyższych opadach jest marzec o średnich opadach wynoszących 121,9 mm, natomiast najniższe opady są w październiku i wynoszą średnio 71,1 mm.